# Kernschloss

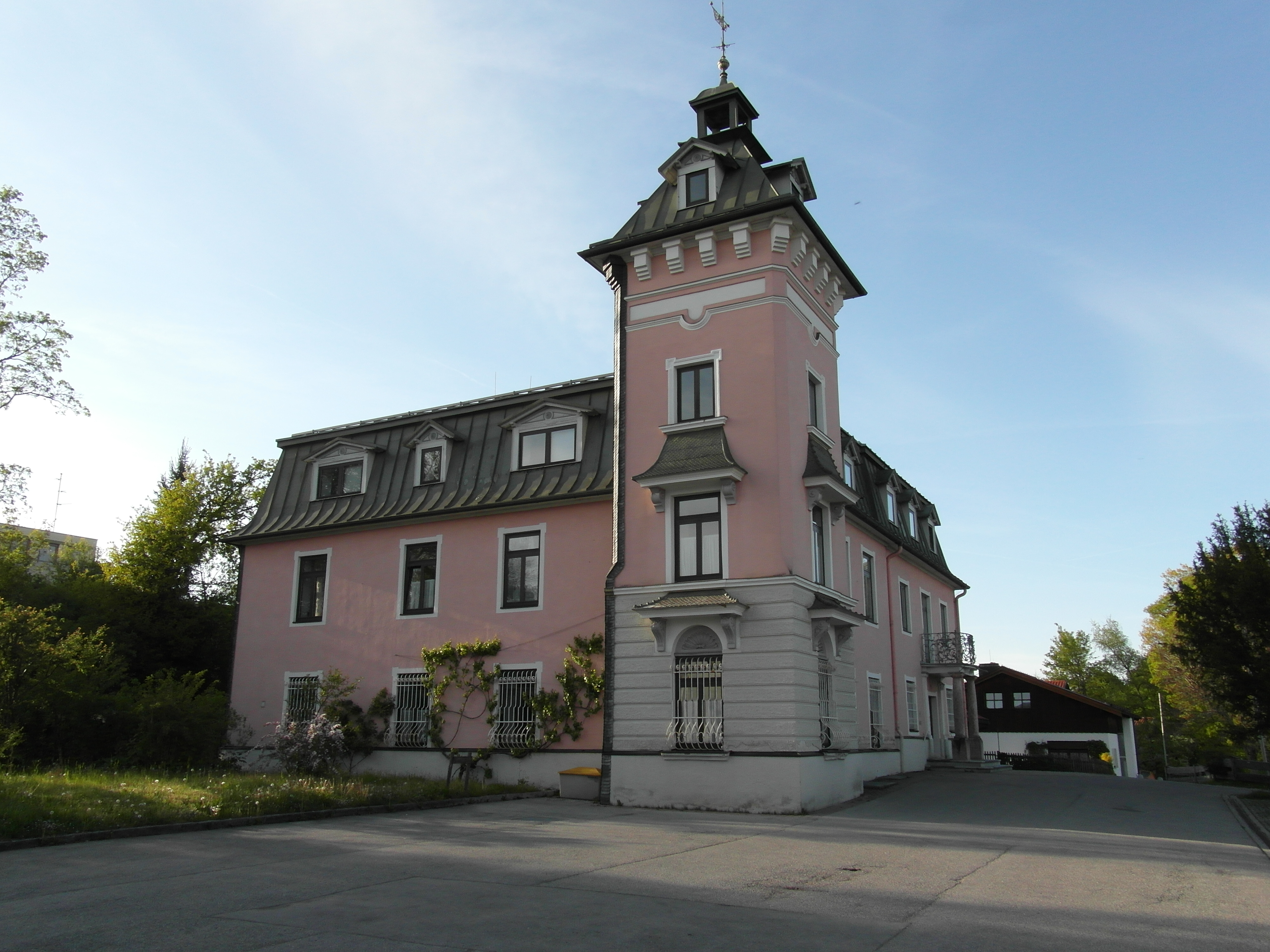
Das sogen. Kernschloss in Traunstein

Das Kernschloss ist ein früheres Schloss und jetziges Pfarrhaus der Pfarrei Heilig Kreuz in Traunstein (Oberbayern) (Schloßstraße 15 a). Die Anlage ist unter der Aktennummer D-1-89-155-56  als denkmalgeschütztes Baudenkmal von Traunstein verzeichnet. 

## Geschichte
Das Kernschloss wurde um 1770 als Gartenschlösschen durch den kurfürstlich-bairischen Kastner und Mautner Johannes Antonius Freiherr von Kern errichtet. Mitte des 19. Jahrhunderts um einen Westflügel erweitert, wurden beide Bauteile 1898 durch den Kgl. Wirkl. Rat Eugen Rosner überformt, vergrößert und mit einem Eckturm versehen. 1926 erfolgte der Erwerb durch die Stadt Traunstein. Es wurde als Nervenanstalt und Verwaltungsgebäude der Wehrmacht sowie als Wohnung für Flüchtlinge genutzt. 1951 erfolgte der Verkauf an die Missionare vom Kostbaren Blut für die Errichtung einer zweiten Katholischen Pfarrei in Traunstein, der Pfarrei Hl. Kreuz. Auf dem Kernschloss-Areal wurde die von Rolf ter Haerst entworfene Pfarrkirche Hl. Kreuz errichtet, ein sechzehneckiger Zentralbau mit ausgemauerter Stahlskelettkonstruktion (vormals Kunsthalle in Oberammergau) mit flach geneigten Dach und angesetztem Eingangsvorbau. Sie wurde 1952 eingeweiht. Das Kernschloss selbst dient jetzt als Pfarrhaus.